# Southwold
Southwold is een civil parish in het bestuurlijke gebied East Suffolk, in het Engelse graafschap Suffolk. De plaats telt 1458 inwoners. Voor de kust van Southwold werd in 1672 de slag bij Solebay geleverd tussen een Engelse-Franse en een Nederlandse vloot.